# Commission mixte de coopération régionale
 (mai 2025).
La Commission mixte de coopération régionale (en anglais : "Regional Joint Cooperation Commission") est un organisme intergouvernemental créé par le Canada et la France à la suite de la signature et de la mise en œuvre de l'accord franco-canadien du 2 décembre 1994 pour le développement de la coopération régionale entre les quatre provinces atlantiques canadiennes et la collectivité territoriale de Saint‑Pierre‑et‑Miquelon,.
La commission se réunit une fois par an alternativement à Saint-Pierre-et-Miquelon et dans les provinces canadiennes de l'Atlantique.

## Histoire
Le 2 décembre 1994, le gouvernement fédéral du Canada et le gouvernement de la République française signent l'Accord entre le Gouvernement du Canada et le Gouvernement de la République française relatif au développement de la coopération régionale entre les provinces Atlantiques canadiennes et la collectivité territoriale française de Saint-Pierre et Miquelon, créant une Commission mixte de coopération régionale. Sa mise en œuvre est confiée à l'Agence de promotion économique du Canada atlantique (APÉCA) par le gouvernement fédéral canadien et à la préfecture de Saint-Pierre-et-Miquelon par le gouvernement français.
Le 13 octobre 2016, le Premier ministre canadien Justin Trudeau et le Premier ministre français Manuel Valls s'engagent dans un programme de coopération renforcée Canada-France afin de « continuer d'appuyer l'intégration de Saint-Pierre et Miquelon dans son environnement régional ».